# Chích lá Timor
Chích lá Timor (danh pháp hai phần: Phylloscopus presbytes) là một loài chích lá thuộc chi Chích lá, họ Chích lá. Loài này phân bố ở Indonesia và Đông Timor.